# Попово (Чебаркульский район)
Попово — деревня в Чебаркульском районе Челябинской области России. Входит в состав Варламовского сельского поселения.

## География
Деревня находится в центральной части Челябинской области, в лесостепной зоне, на правом берегу реки Увелька, на расстоянии примерно 39 километров (по прямой) к юго-востоку от города Чебаркуль, административного центра района. Абсолютная высота — 260 метров над уровнем моря.
Часовой пояс
Деревня Попово, как и вся Челябинская область, находится в часовой зоне МСК+2. Смещение применяемого времени относительно UTC составляет +5:00.

## Население
| 1970 | 2002 | 2010 |
| ---- | ---- | ---- |
| 749  | ↘742 | ↘675 |

Гендерный состав
По данным Всероссийской переписи населения 2010 года в гендерной структуре населения мужчины составляли 45,9 %, женщины — соответственно 54,1 %.
Национальный состав
Согласно результатам переписи 2002 года, в национальной структуре населения русские составляли 80 %. Оставшиеся 20% составляла Северная группа нагайбаков.

## Улицы
Уличная сеть деревни состоит из семи улиц.

## История
Деревня была основана в 1763 году, в честь первопоселенца Попова. В середине 19 века в деревню начали свозить нагайбаков с Бакалинской волости Белебеевского уезда Уфимской губернии. 

## Достопримечательности
В деревне находится подвесной мост «Комсомольцы 70-х», Музей Нагайбакской Культуры, Гонг удачи, Крестовый колодец «Кретлэ Коэ» и место вызывания дождя «Чуг Иткен».